# Vernietiging van Dhul Khalasa
Dhul Khalasa was een idool en tempel die werd aanbeden door sommige Arabische stammen. Mohammed stuurde Jarir ibn ʿAbdullah al-Bajali om de tempel te vernietigen.
Volgens de hadithverzameling van Al-Bukhari stond deze tempel ook bekend als de Jemenitische Ka'aba. Jarir ging met 150 ruiters van de stam Ahmas op weg naar de tempel om deze te vernietigen. Aangekomen bij de tempel verwoestte en verbrandde hij deze. Daarnaast doodde hij iedereen die er aanwezig was. Toen hij terugkwam bij Mohammed, vroeg deze vijf keer aan Allah om Jarir en de paarden van de ruiters te zegenen.
Volgens de historicus Hisham ibn al Kalbi (737 - 819) stuitte Jarir op verzet van mensen die de Dhul Khalasa verdedigden. Hij versloeg hen en doodde 300 mensen.
Volgens een andere hadith van Al-Bukhari is een van de tekenen van de eindtijd dat de vrouwen van de stam Daws zullen dansen rond Dhul Khalasa.